# Super Monkey Ball (serie)
La Saga de Super Monkey Ball es una saga de videojuegos arcade y plataformas con nombre homónimo desarrollados por Amusement Vision y distribuidos por Sega. La saga cuenta con 4 monos protagonistas (3 en el arcade original) llamados Aiai, Meemee, Baby y Gongon (este último únicamente en consolas).
La saga debutó en Japón en 2001 como arcade titulado simplemente "Monkey Ball" (con el joystick con forma de plátano). Más tarde, durante el mismo año, llegó una versión del juego a la consola Nintendo Game Cube (añadiendo al título del juego la palabra "Super"), comenzando así una serie de videojuegos que cuenta ya con varias secuelas para diversas consolas.

## Videojuegos
- Monkey Ball (Arcade - 2001) (juego arcade original)
- Super Monkey Ball (Nintendo GameCube - 2001/02 // N-Gage - 2003) (remake del arcade original)
- Super Monkey Ball 2 (Nintendo GameCube - 2002/03)
- Super Monkey Ball Jr. (Game Boy Advance - 2002/03)
- Super Monkey Ball Deluxe (PlayStation 2, Xbox - 2005)
- Super Monkey Ball: Touch & Roll (Nintendo DS - 2005/06)
- Super Monkey Ball Adventure (Nintendo GameCube, PlayStation 2, PlayStation Portable - 2006)
- Super Monkey Ball: Banana Blitz (Wii - 2006)
- Super Monkey Ball: Tip 'n Tilt (J2ME) (2007)
- Super Monkey Ball (iOS - 2008)
- Super Monkey Ball: Tip 'n Tilt 2 (J2ME) (2008)
- Super Monkey Ball 2 (iOS - 2009)
- Super Monkey Ball 2: Sakura Edition (iOS, Windows Phone - 2010 // Android - 2018)
- Super Monkey Ball: Step & Roll (Wii - 2010)
- Super Monkey Ball: Ticket Blitz (Arcade - 2011)
- Super Monkey Ball 3DS (Nintendo 3DS - 2011)
- Super Monkey Ball: Banana Splitz (PlayStation Vita - 2012)
- Super Monkey Ball Bounce (Android, iOS - 2014)
- Super Monkey Ball: Banana Blitz HD (PC, Nintendo Switch, PlayStation 4, Xbox One - 2019)
- Super Monkey Ball: Banana Mania (Nintendo Switch, PlayStation 4, PlayStation 5, Xbox Series X - 2021)

### Cancelados
- Super Monkey Ball 3 (NGC - cancelado)

## Personajes
Existen 4 personajes en los videojuegos de Super Monkey Ball, aunque en el Arcade original únicamente estaban los 3 primeros:
- AiAi
- Meemee
- Baby
- Gongon